# Ramunderberget
Ramunderberget este o arie protejată (arie specială de conservare — SAC, sit de importanță comunitară — SCI) din Suedia întinsă pe o suprafață de 170,9 ha, integral pe uscat.

## Localizare
Centrul sitului Ramunderberget este situat la coordonatele 58°29′13″N 16°19′39″E / 58.4869°N 16.3274°E.

## Înființare
Situl Ramunderberget a fost declarat sit de importanță comunitară în aprilie 2004 pentru a proteja un număr necunoscut de specii din flora spontană și fauna sălbatică aflate în arealul zonei. Situl a fost protejat și ca arie specială de conservare în martie 2011.

## Biodiversitate
Situată în ecoregiunea boreală, aria protejată conține 2 habitate naturale: Pante stâncoase silicioase cu vegetație casmofită, Taiga vestică.
La baza desemnării sitului se află un număr nedeclarat de specii protejate.